# Пол Равен
Пол Равен (англ.Paul Raven; нар. 16 січня 1961; Вулвергемптон, Вест-Мідленд, Велика Британія—20 жовтня 2007, Женева, Швейцарія) — англійський музикант, колишній бас-гітарист постпанк-гурту Killing Joke, в якому він виступав 3 1983, року по 2007 рік, починаючи з альбому «Fire Dances». Равен рахувався другим постійним басистом Killing Joke, після його смерті в 2007 році до гурту повернувся перший басист, Killing Joke, Мартін Гловер, який грає по сьогодні.